# Helene Stöcker
Helene Stöcker (Elberfeld, 13 de novembro de 1869 — Nova Iorque, 24 de fevereiro de 1943) foi uma feminista, pacifista e escritora alemã. Esteve entre as pioneiras a ingressar numa universidade e foi a primeira alemã a se doutorar em Filosofia.
Stöcker ajudou fundar várias organizações pelos direitos da mulher, tais como a Associação para o Direito de Voto da Mulher, União para a Proteção da Maternidade e a Reforma da Sexualidade. Também era responsável, entre outras, pela revista Frauen-Rundschau, que tratava de questões relativas às mulheres.

## Obras
- 1906 – Die Liebe und die Frauen. Ein Manifest der Emanzipation von Frau und Mann im deutschen Kaiserreich.
- 1925 – Liebe
- 1928 – Verkünder und Verwirklicher. Beiträge zum Gewaltproblem.

Revistas
- Frauen-Rundschau, 1903–1922
- Mutterschutz, Organ des Bundes für Mutterschutz, publicado de 1905 a ?
- Die Neue Generation, 1903–1933
- Stöcker, H. (1914) Geburtenrückgang und Monismus. In. Der Düsseldorfer Monistentag (Wilhelm Blossfeld, Hrsg.) Leipzig, 1914